# Fontaine Saint-Benoît
La fontaine Saint-Benoît est une ancienne fontaine située place Marcelin-Berthelot, alors appelée Place Cambrai, dans l'actuel 5e arrondissement de Paris.

## Description
Elle est bâtie vers 1623 le long du Collège Royal, à côté de la rue Saint-Jacques et de l'église Saint-Benoît-le-Bétourné, par l'architecte Augustin Guillain et le sculpteur Pierre Bernard.
Elle est alimentée en partie par la Pompe Notre-Dame et en partie par l'aqueduc Médicis en 1735 d'après le plan de Delagrive. En 1806 elle est alimentée par la Pompe Notre-Dame.
La fontaine Saint-Benoît a été démolie en 1913.

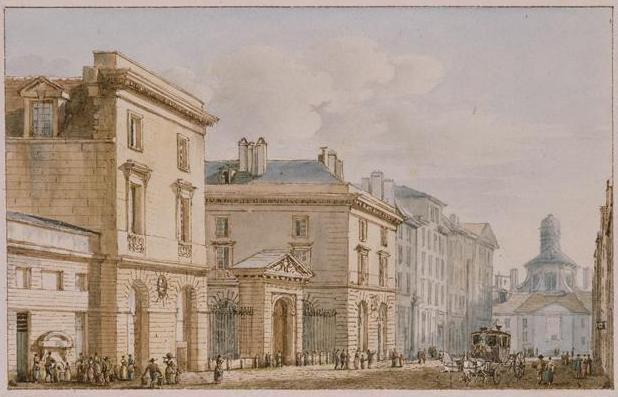
Sur cette vue de 1810, on aperçoit la fontaine Saint-Benoît à gauche du Collège de France.
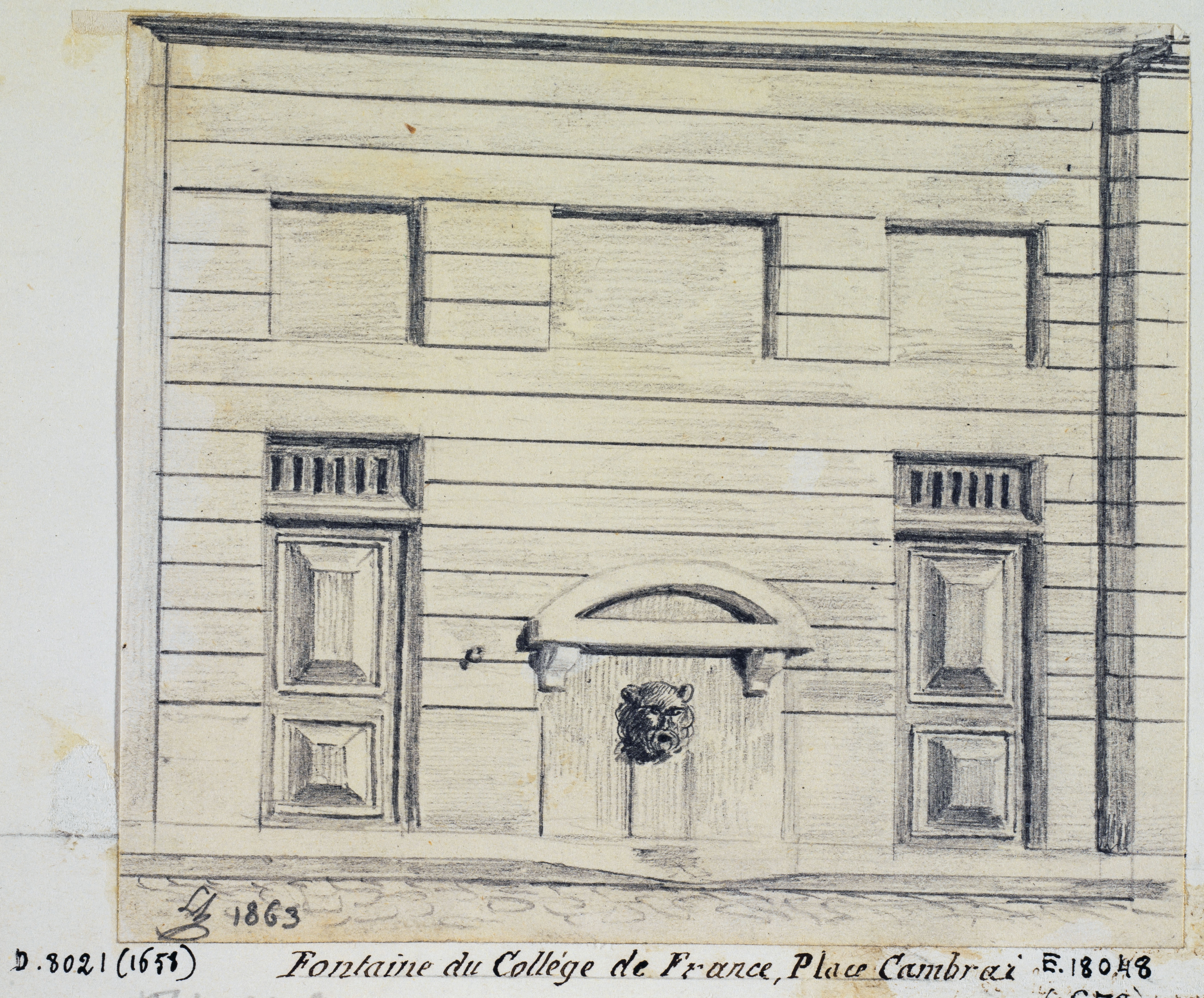
La fontaine en 1863 dessinée par Léon Leymonnerye.
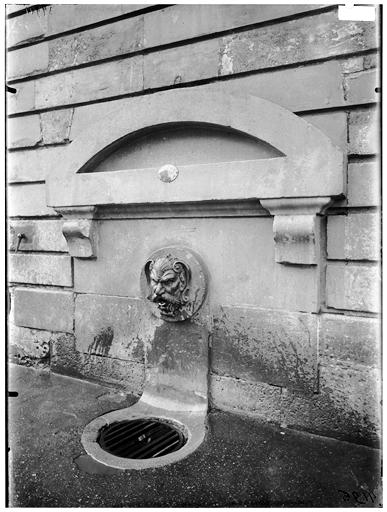
Photographie de 1901 par Eugène Atget.